# ダヴィデ・レベッリン
ダヴィデ・レベッリン（Davide Rebellin。1971年8月9日 - 2022年11月30日）はイタリアのヴェネト州・ヴェローナ県のサン・ボニファーチョ出身の自転車プロロードレース選手。ダヴィデ・レベリン、ダビデ・レベリンという日本語表記も見受けられる。
1992年プロデビュー。30歳を超えてから実力を発揮するようになった、遅咲きのクラシックハンターであり、2004年のアルデンヌクラシック3連勝など数々のクラシックレースで好成績を収めている。

## 経歴
アマチュア時代の1992年に開催されたバルセロナオリンピックの個人ロードレースにも出場経験があり、同年にプロ転向。しかし以後は目立った成績をあげることなく年月を過ごしていく。
1996年、ジロ・デ・イタリアで第7ステージで区間優勝を上げるとともに暫定首位に立ち、第13ステージでパヴェル・トンコフに奪われるまでマリア・ローザを保持（総合成績では6位）。
1997年、クラシカ・サンセバスティアンとチューリッヒ選手権を制覇し一躍注目を浴びるようになる。
1998年は特別に目立つ結果を残せなかったが、1999年と2000年にはイタリアで開催される真夏のセミクラシックのトレ・ヴァッリ・ヴァレジーネを連覇した。
そして2001年にはティレーノ〜アドリアティコで総合優勝。同年の6月10日から7月1日までUCI・ロードワールドランキングスで1位の座を保つ活躍を見せた。
2004年、春のクラシックシーズン後半戦のアムステルゴールドレース、フレッシュ・ワロンヌ、リエージュ〜バストーニュ〜リエージュで脅威の3連勝を果たし、アルデンヌ・クラシック完全制覇を達成。
2005年に創設されたUCIプロツアーでは、ダニーロ・ディルーカ、トム・ボーネンに次いでUCIプロツアーランキング総合3位に入った。
以後も多くのクラシックレースで度々上位に名を連ね、2007年には、春のパリ〜ニースで総合2位。さらに3年ぶりにフレッシュ・ワロンヌを制したほかアムステルゴールドレースでも2位に入り、ツール・ド・ロマンディ終了時点までUCIプロツアーランキングでトップの座をキープ。最終的にカデル・エヴァンスに次ぐ総合第2位に輝いた。
2008年にはパリ〜ニースでリナルド・ノチェンティーニを3秒差でかわして総合優勝。前年の雪辱を果たした。またアルデンヌクラシックでも活躍し、リエージュ〜バストーニュ〜リエージュでは2位に入った。その後北京オリンピックのロードレースでも2位となり、銀メダルを獲得している。
2009年、4月のクラシックレースで活躍。フレッシュ・ワロンヌで優勝、リエージュ〜バストーニュ〜リエージュでは3位に入った。しかし4月29日、北京オリンピックの血液検査の結果、AサンプルでEPO陽性反応が検出され、以後出場保留状態が続いていた　そして同年11月18日、新検出法による再検査によってCERA（第三世代EPO）の使用が認定され、北京オリンピックの失格と銀メダルの剥奪が確定した。
2010年6月30日、スポーツ仲裁裁判所(CAS)は、レベッリンの訴えを却下したため、以後出場停止となった。
2011年5月3日、出場停止処分が明けたことから、コンチネンタルチームのミケ・グウェルチョッティと契約。トレ・ヴァッリ・ヴァレジーネとトロフェオ・メリンダで優勝した。
2013年はポーランドのコンチネンタルチーム、CCC Polsat Polkowice（英語版）に所属している。
その後、アルジェリアのコンチネンタルチームSovacにてリーダーとして若手の育成に努めていたが2019年2月に突如契約を解除し、2012年に自身が所属していたMeridiana-Kamenに復帰。同年6月のイタリアナショナルチャンピオンシップを以ての現役引退を表明した。しかし同レースで総合18位に入り手応えを掴んだのか後に自らこれを撤回、2020年もハンガリーのプロコンチネンタルチームへ移籍しての現役続行を宣言した。
2022年11月30日、練習中にトラックに撥ねられて死去した。

## レーススタイル

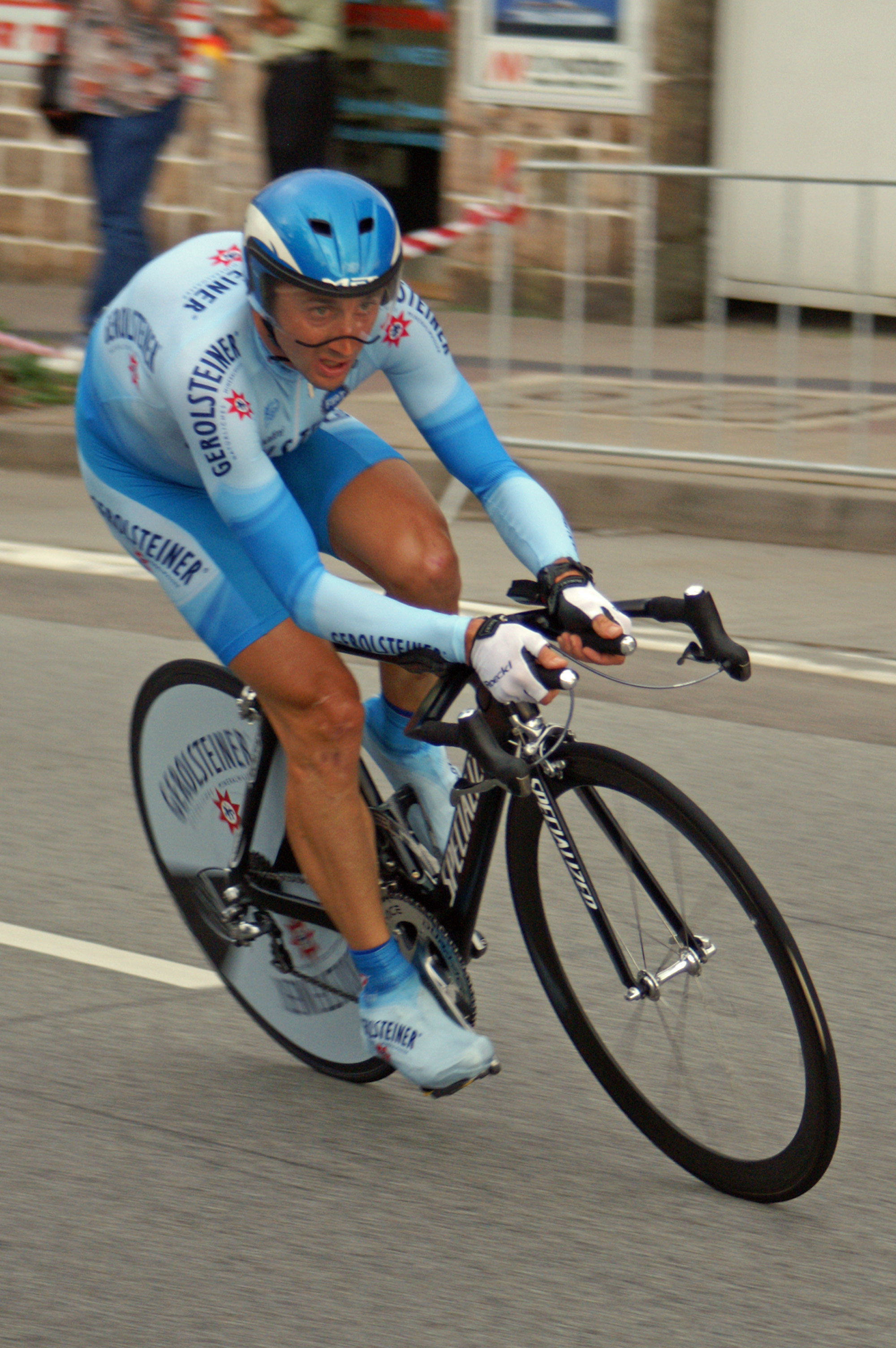
2005年のドイツ・ツアーでのタイムトライアル

アップダウンのあるワンデイレースを得意とし、クラシックレースではエースとして果敢な走りを見せ上位に食い込む。また、2008年のパリ～ニースで総合優勝しているように、4-7日程度の中規模ステージレースでも総合優勝争いで好成績を納めることができる。
グランツールでは登りに強いことなどを活かして、アシスト的な役割を務めることが多い。
出場するレースでは大崩れすることが少ないため、年間を通してランキングで総合上位をキープできるのが強みである。

## エピソード
- 2007年にフレッシュ・ワロンヌで優勝した時の年齢は35歳259日で、これはUCIプロツアー史上最年長での優勝記録だったが、同年にイェンス・フォイクトが35歳325日でドイツ・ツアーを制し記録を更新されてしまった。
- 兄のシモーネ･レベリンもプロ選手だったが、成績は弟に遠く及ばずプロ生活5年でわずか1勝。引退後はメカニックを務めている。

## 所属チーム
- 1992-1994年　MGビアンキ
- 1995年　マグリフィシオ・MG-テクノジム
- 1996年　ポルティ
- 1997年　フランセーズ・デ・ジュー
- 1998-1999年　ポルティ
- 2000-2001年　リクイガス・パタ
- 2002年-2008年　ゲロルシュタイナー
- 2009年- セッラメンティ・ディキジョヴァンニ

## 主な成績

### ステージレース
- ティレーノ〜アドリアティコ総合優勝（2001年）
- バスク一周総合2位（2005年）
- パリ〜ニース総合2位（2007年）
- パリ〜ニース総合優勝（2008年）

### ワンデーレース
- 1997年　クラシカ・サンセバスティアン優勝　チューリッヒ選手権優勝
- 2004年　アムステルゴールドレース優勝　フレーシュ・ワロンヌ優勝　リエージュ〜バストーニュ〜リエージュ優勝
- 2007年　フレーシュ・ワロンヌ優勝
- 2009年　フレーシュ・ワロンヌ優勝

### そのほか
- 2005年　UCIプロツアーランキング3位
- 2007年　UCIプロツアーランキング2位